# Фрегат «Паллада»
«Фрегат „Паллада“» — книга очерков Ивана Александровича Гончарова, составленная на основе путевых заметок, которые написаны во время экспедиции на военном парусном корабле в 1852—1855 годах. Гончаров, входивший в личный состав фрегата в качестве секретаря главы морской экспедиции вице-адмирала Евфимия Васильевича Путятина, вместе с экипажем посетил Англию, затем побывал в некоторых странах Африки, Китае, Японии; в Петербург писатель вернулся по суше через Сибирь.
Первый очерк, озаглавленный «Ликейские острова», был напечатан в журнале «Отечественные записки» (1855, № 4). В дальнейшем — вплоть до выхода книги — путевые заметки о кругосветном путешествии Гончарова публиковались в журналах «Современник» (1855, № 10), «Морской сборник» (1855, № 5, 6), «Русский вестник» (1856, том 6; 1857, том 7) и «Отечественные записки» (1855, № 10; 1856, № 2, 3). Первое полное издание появилось в 1858 году. При жизни писателя книга выходила шесть раз как отдельными изданиями, так и в составе собраний сочинений автора. Рассматривая произведение в контексте жанра путешествий, исследователи отмечали, что литературными предшественниками «Фрегата „Паллада“» были «Письма русского путешественника» Николая Карамзина и «Путешествие в Арзрум» Александра Пушкина. Определённое влияние на гончаровские очерки оказали Александр Радищев, Лоренс Стерн, Александр Дюма. Впечатления, полученные во время похода, нашли отражение в романе Гончарова «Обломов».

## История создания

### Замысел и сбор материала

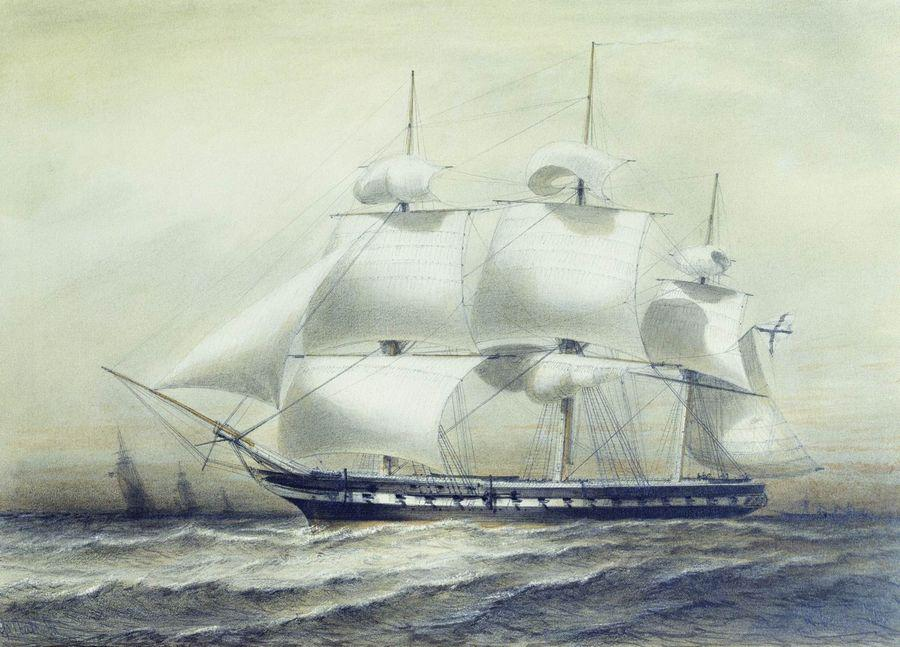
А. Боголюбов. Фрегат «Паллада»

Новость о том, что осенью 1852 года Иван Гончаров отправился в экспедицию на фрегате «Паллада», была встречена представителями российского литературного сообщества с некоторым удивлением. Гончаров — младший столоначальник департамента внешней торговли Министерства финансов и автор единственного в ту пору романа «Обыкновенная история» — имел репутацию человека консервативного, привыкшего к определённому жизненному укладу и не склонного к авантюрам. Спонтанность принятого решения в определённом смысле озадачила и самого писателя, который за несколько месяцев до выхода в море даже не помышлял о том, что ему придётся отложить начатую работу над романом «Обломов» и покинуть свой дом, который доселе он «оставлял только в случае крайней надобности».
Изначально глава морской экспедиции Евфимий Путятин, которому в дальнем походе нужен был образованный человек для ведения судового журнала и оформления иной документации, планировал взять на секретарскую должность поэта Аполлона Майкова. Тот от предложения отказался, но посоветовал пригласить в путешествие своего давнего друга Гончарова. На рекомендации настаивал и сам Иван Александрович, рассказывавший в одном из писем, что, узнав о необычной вакансии, он «принялся хлопотать изо всех сил, всех, кого мог, поставил на ноги». Ходатайства, касающиеся Гончарова, были переданы Путятину через товарища министра народного просвещения Авраама Норова. Предложенная кандидатура устроила руководителей экспедиции: как чиновник Иван Александрович хорошо знал делопроизводство, как переводчик был способен оказать помощь при переговорах, как литератор мог составить летопись похода. Через год Путятин поблагодарил Норова за содействие, отметив в письме, что на фрегате «он [Гончаров] чрезвычайно полезен».
Сам Гончаров, объясняя мотивы, побудившие его — «такого ленивого, избалованного» — отправиться в кругосветное путешествие, говорил знакомым, что с детства любил морские истории из произведений Фенимора Купера. В то же время в письме к Майковым, отправленном в ноябре 1852 года, писатель признавался, что его никогда не влекла романтика и экзотика странствий, — мысль о походе возникла у него внезапно: «Ехать… и в голове не было… Я пошутил, а между тем судьба ухватила меня в когти, и вот я — жертва своей шутки». Тем не менее исследователи считают, что за «шуткой» писателя скрывались серьёзные причины: в тот момент сорокалетний Гончаров нуждался в жизненных переменах. У него не было семьи; чиновничья карьера застопорилась; общение с друзьями стало обыденностью; работа над «Обломовым» шла тяжело. Иван Александрович сознавал, что он «заживо умирает от праздности, скуки, тяжести и запустения в голове и сердце».
Гончаров ещё до начала похода предполагал, что по его итогам издаст книгу, а потому письма, отправляемые друзьям из разных уголков Земли, насыщал максимумом подробностей как о жизни на корабле, так и о пребывании на суше. В то же время Иван Александрович не знал, что путешествие окажется весьма рискованным, а подлинная цель экспедиции, связанная с «подготовкой почвы для заключения русско-японского договора о торговле и границах», — сложной для осуществления. Обратно в Петербург писатель возвращался по суше, и это стало ещё одним серьёзным испытанием для человека с эпикурейскими склонностями — в письме Аполлону Майкову он сообщал: «…что мне предстоит, если бы Вы знали, Боже мой: 4 тысячи вёрст и верхом, через хребты гор и по рекам, да там ещё 6000 вёрст от Иркутска».

### Творческая история и публикации

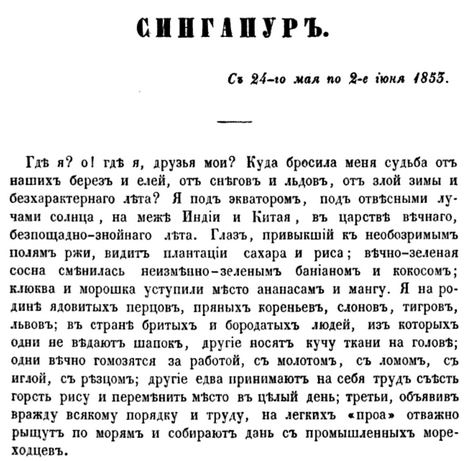
Очерк «Сингапур», опубликованный в журнале «Отечественные записки» (1856, № 3)

По данным исследователей, ни судовой журнал, в котором Гончаров фиксировал путевые происшествия и наблюдения, ни рукописи «Фрегата „Паллады“» не сохранились. Однако восстановить историю создания книги литературоведам помогли личные дневники автора, а также небольшое количество писем. Судя по ним, Иван Александрович долго не мог приступить к зарисовкам — так, в июне 1853 года он рассказывал Аполлону Майкову, что «от качки невозможно физически писать, всё рвётся из рук, а чуть выдаётся свободная минута, надо приниматься за казённый журнал». Тем не менее к декабрю уже было написано несколько «статеек», а к лету 1854 года автор подготовил целую тетрадь с путевыми заметками; впрочем, большая их часть создавалась не для публикаций, а для чтения друзьям.
Первый очерк, озаглавленный «Ликейские острова», был напечатан в апреле 1855 года в журнале «Отечественные записки» (№ 4). Далее разрозненные главы периодически появлялись в «Современнике», «Русском вестнике» и «Морском сборнике»; часть из них сопровождалась подзаголовками «Из путевых заметок» и «Главы из дневника». Этот «дневниковый» формат сохранился и в первой отдельной книге «Фрегат „Паллада“», выпущенной в 1858 году по инициативе издателя Александра Глазунова. При подготовке последующих изданий Гончаров сокращал или дополнял отдельные главы, а также вносил стилистические исправления. Однако коренную переработку текста с переходом к жанру путевых очерков писатель осуществил лишь в 1879 году.
Исследователи связывают возобновление работы над «Фрегатом „Паллада“» с несколькими обстоятельствами: во-первых, существовали «настойчивые требования читателей», желавших познакомиться с дополнительными подробностями путешествия; во-вторых, после издания романа «Обрыв» в жизни Гончарова наступила творческая пауза, которую необходимо было заполнить; в-третьих, сам автор был не слишком доволен структурой и стилистикой ранних версий книги. Готовясь к созданию нового варианта «Фрегата…», Иван Александрович в письме, датированном августом 1878 года, рассуждал: «Романы пишутся для взрослых, а взрослые поколения меняются, следовательно, и романы должны меняться… Книга моя (путешествие) нравилась прежнему поколению детей, пригодится и нынешнему».
В процессе переработки Гончаров не только внёс много дополнений (в том числе включил в книгу новую главу-эпилог «Через двадцать лет»), но и весьма серьёзно сократил текст (особенно это касалось тех эпизодов, в которых речь шла о национальных кухнях, — именно они вызвали претензии ряда рецензентов, упрекавших рассказчика в избыточном интересе к «гастрономическим» вопросам). Стилистические исправления были связаны с избавлением от излишней экспрессии («Я опять сладострастно содрогнулся» → «Я радостно содрогнулся»), работой над выражениями, принятыми в среде моряков («шторм в океане» → «шторм на океане»), устранением смысловых повторов и изъятием устаревших слов. Кроме того, в издании 1879 года появились небольшие добавления в зашифрованные имена членов кают-компании корабля: К. Л. → К. И. Л., О. А. → О. А. Г.

## Содержание

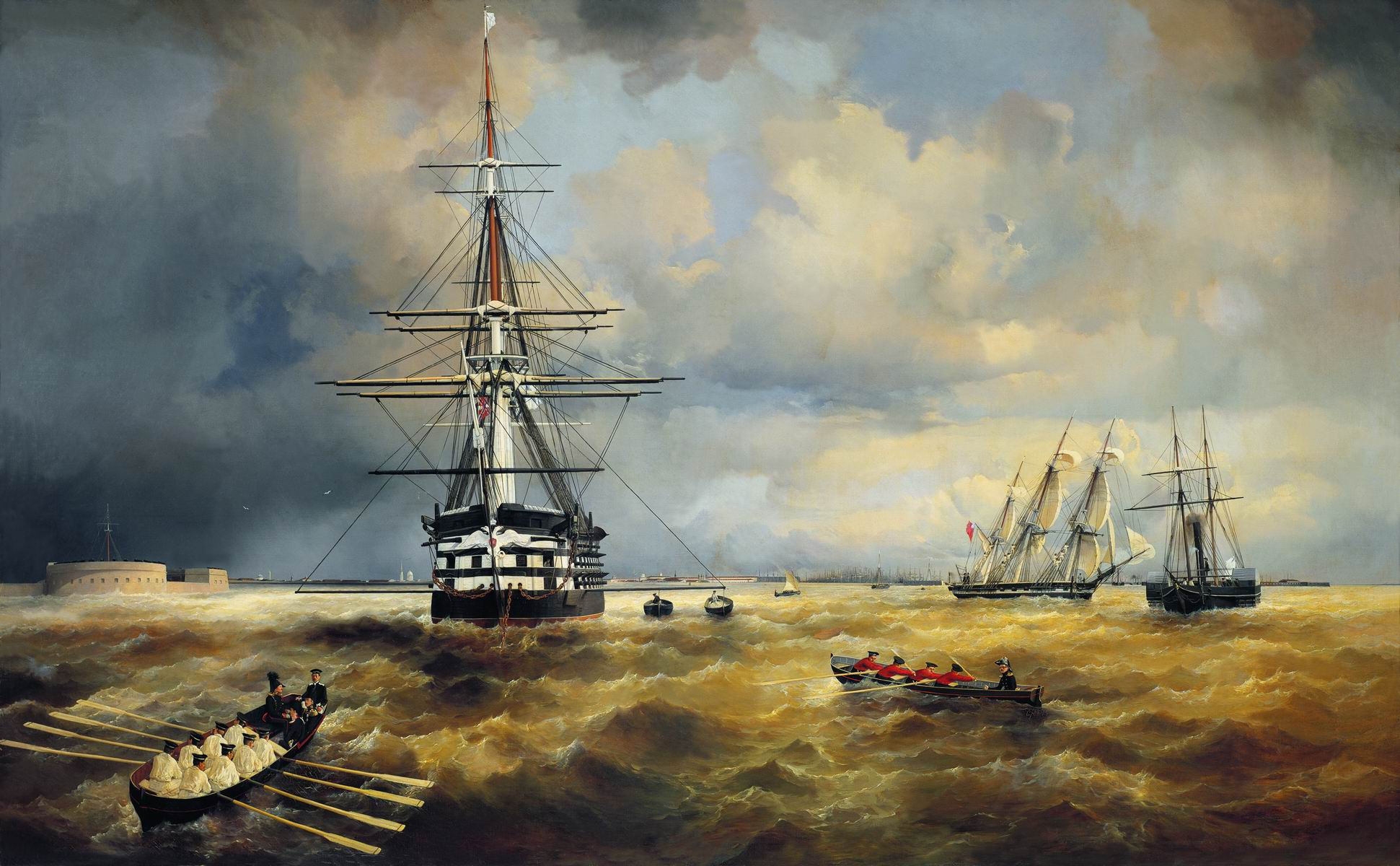
И. Айвазовский. Кронштадтский рейд

Книга открывается авторскими размышлениями о том, какую роль в жизни человека играют путешествия. Отвечая на вопросы невидимого собеседника, рассказчик поясняет, почему он, человек «избалованнейший», неожиданно рискнул разрушить сложившийся жизненный распорядок и отправиться в экспедицию, цель которой — подписание соглашения о дипломатических и торговых отношениях с Японией (получившего впоследствии название Симодский трактат). «Морское крещение» новичка происходит на отрезке от Кронштадта до Портсмута. Затем участники похода посещают Мадейру, останавливаются в Южной Африке, знакомятся с Явой, Сингапуром и Гонконгом. В августе 1853 года фрегат входит на Нагасакский рейд. Переговоры с японской стороной идут сложно, и в ноябре глава экспедиции Евфимий Путятин решает сделать «дипломатическую рекогносцировку»; корабль отправляется в Шанхай. Далее экипажу предстоят остановки на Ликейских островах и в Маниле.
Рассказывая об образе жизни, сложившемся на «Палладе», автор знакомит читателей с членами экипажа корабля — капитаном Иваном Унковским, старшим штурманом Дедом, судовым священником Аввакумом, мичманом Зелёным и многими другими. Почти постоянным спутником героя является его денщик — матрос Фадеев. Рисуя картины мелькающих, как в калейдоскопе, новых стран, островов и городов, рассказчик периодически сравнивает их с Россией. Однако его собственное возвращение на родину происходит лишь через два года после начала кругосветки и длится много месяцев: автор движется в Петербург через Сибирь, с остановками в Якутске, Иркутске, Симбирске. Завершает книгу послесловие, написанное через двадцать лет после путешествия и добавляющее новые сведения о событиях, происходивших в экспедиции.

## Маршрут

Фрегат «Паллада» вышел из Кронштадта 7 октября 1852 года. Корабль шёл по маршруту: Кронштадт → Портсмут (30 октября) → Мадейра (18 января 1853) → острова Зелёного Мыса → мыс Доброй Надежды (10 марта) → остров Ява → Сингапур → Гонконг (весна — лето) → Нагасаки (9 августа) → Шанхай → Нагасаки (22 декабря) → Ликейские острова (январь 1854) → Манила → остров Батан → Камигин → порт Гамильтон → Императорская гавань (22 мая).
Гончаров, подробно описывая почти каждую точку пересекаемого пространства, создал, по словам литературоведа Людмилы Якимовой, этнологическую картину мира, в котором путешественнику было интересно всё — от питания и одежды разных народов до их ритуалов, верований и мировосприятия. Наблюдая за жизнью людей, населяющих разные части света, писатель сделал акцент на феноменальной «адаптированности человека к разным условиям земного существования», его умении приспосабливаться к любым климатическим зонам. При этом, как заметил Юрий Лотман, авторское восприятие мира постоянно скрещивалось с впечатлениями других участников экспедиции.

### Кронштадт — Портсмут
Первый и очень небольшой — по сравнению с общими масштабами экспедиции — отрезок пути от Кронштадта до Портсмута, пройденный за двадцать три дня, показался Гончарову настолько сложным, что по прибытии в Англию писатель готов был отказаться от участия в походе и вернуться в Петербург. Из-за вспышки холеры на фрегате умерли три матроса; корабль попадал в шторма, садился на мель, в течение десяти дней безуспешно пытался войти в Английский канал. Проблемы со съестными припасами привели к тому, что в меню офицеров с определённого момента вместо свежих продуктов появилась солонина; ограничения коснулись даже пресной воды, которую стали выдавать по одной кружке в день. В этих условиях единственным утешением для Ивана Александровича оказалась невосприимчивость к морской болезни: его организм практически не реагировал на качку.
В Англии Гончаров сообщил сначала капитану Ивану Унковскому, а затем и Евфимию Путятину о своём желании покинуть фрегат. Возражений с их стороны не последовало; напротив, писателю было обещано, что домой он сможет вернуться за казённый счёт. Столь же спокойно Унковский и Путятин отреагировали на более позднее известие о том, что секретарь главы экспедиции всё-таки останется на «Палладе». Вероятными причинами, повлиявшими на изменение решения, стали, по мнению литературоведа Юрия Лощица, нелюбовь Ивана Александровича к дискомфорту и нежелание перемещаться через всю Европу с багажом, связками книг и рукописями (в том числе взятыми в поход черновиками «Обломова»): «Нет уж, лучше плыть дальше вокруг света».
Пока фрегат находился в портсмутском доке (на ремонт и замену отдельных частей ушло почти два месяца), Гончаров знакомился с Англией. Рассказывая об увиденном в письмах к друзьям, Иван Александрович не скрывал, что делится впечатлениями с прицелом на будущую книгу, а потому просил «прятать» послания до его возвращения: «…потому что после я сам многое забуду, а это напомнит мне; может быть понадобится». Так, в доке его особенно заинтересовали паровые машины — наблюдая вместе с другими членами экипажа, как парус на английском корабле меняли на двигатель внешнего сгорания, писатель признался, что «после пароходов на парусное судно совестно смотреть».
Описание непосредственного знакомства рассказчика с Лондоном и англичанами является, по мнению Людмилы Якимовой, не просто путевой зарисовкой, а одним из лучших образцов русской прозы: «Я с неиспытанным наслаждением вглядывался во всё, заходил в магазины, заглядывал в дома, уходил в предместья, на рынки, смотрел на всю толпу и в каждого встречного отдельно». Гончаров подчёркивал, что его мало интересовали «сфинксы и обелиски», но зато он мог часами наблюдать, как люди общаются на улицах, пожимают друг другу руки при встречах, справляются о здоровье. Литературовед Игорь Сухих обратил внимание на то, как чопорный и благопристойный Иван Александрович, изучая повседневную жизнь города, оценивал движения и пластику жительниц британской столицы: «Никакие другие женщины не выставляют так своих ног напоказ, как англичанки: переходя через улицу, в грязь, они так высоко поднимают юбки, что… дают полную возможность рассматривать ноги».

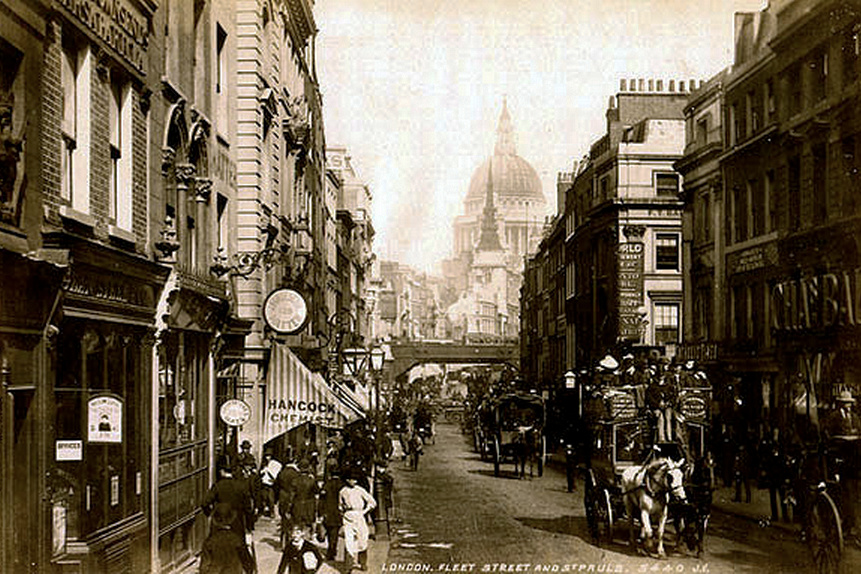
Лондон. Флит-стрит

Встречи с мировыми культурами начались для Гончарова на Туманном Альбионе, и Англия воспринималась писателем как «абсолютный полюс всемирной „зрелости“». Ивана Александровича удивляли ассортимент и сервис лондонских магазинов, неизменность ежедневного распорядка англичан, относительная тишина в центре столицы («Город, как живое существо, кажется, сдерживает своё дыхание и биение пульса»), уважение к общественным нормам поведения и учтивость местных жителей, граничащая с «чувством гуманности». Литературный критик Михаил Де-Пуле — один из первых рецензентов книги «Фрегат „Паллада“» (журнал «Атеней», 1858, № 44) — отметил, что её автор, не будучи англоманом, но являясь в то же время «другом цивилизации», создал весьма «величественный и привлекательный» образ Англии.

### Мадейра — мыс Доброй Надежды
После испытаний, выпавших на долю экипажа в первые недели похода, путь к мысу Доброй Надежды, несмотря на длившуюся нескольких дней качку, воспринимался Гончаровым как относительно благополучный этап экспедиции — об этом свидетельствует фраза, появившаяся в его дневнике 18 января 1853 года: «Как прекрасна жизнь, между прочим и потому, что человек может путешествовать!» Запись была сделана в тот день, когда перед Иваном Александровичем открылись пасторальные пейзажи Мадейры с её виллами и виноградниками. Своим неспешным ритмом жизни и тишиной в послеобеденные часы остров напомнил писателю российскую провинцию.
Вскоре представление о Мадейре как об идиллическом месте сменилось у Гончарова лёгким раздражением — ему показалось, что поэзию первозданной природы нарушили те же англичане, которые принесли на остров дух прагматизма. Им принадлежали «лучшие дома в городе и лучшие виноградники за городом»; они ходили по Мадейре в белых жилетах, шляпах и с зонтиками в руках — и это вносило определённый диссонанс в картины не тронутого цивилизацией мира. Однако более близкое знакомство с жизнью острова вынудило писателя подкорректировать собственные тезисы: он увидел, что в лучшем магазине Мадейры на прилавках лежат в основном товары, привезённые из Британии, — от английских булавок и ножей до тканей и фарфоровой посуды. Затем последовало новое признание: «Не будь их на Мадейре, гора не возделывалась бы так деятельно… да и дорога туда не была бы так удобна». По мнению литературоведа Елены Краснощёковой, переоценка личности «новейшего англичанина» произошла у Гончарова не сразу и «как бы вопреки его воле».

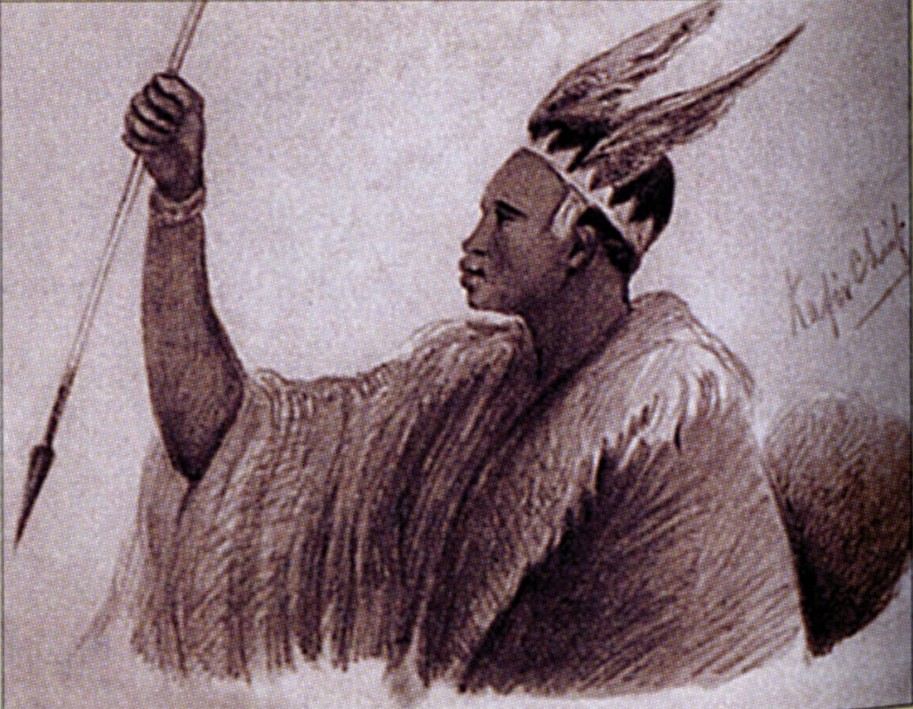
Рисунок, сделанный И. А. Гончаровым во время путешествия

На южном берегу Африки, в Саймонсбее, фрегат вновь встал на ремонт. Работы по замене частей судна продолжались почти месяц, и писатель использовал затянувшуюся паузу для знакомства с континентом — изучал флору и фауну, общался с местными жителями, побывал в Капской колонии. Именно в Южной Африке в сознании Гончарова начали разрушаться прежние стереотипы о делении мира на «далёкое» и «близкое»; связь с условными «своими» стала тонкой и зыбкой, зато появилось понимание «самоценности „чужого“»: «Смотрите… уже нет ничего нашего, начиная с человека; всё другое: и человек, и планета его, и обычаи».
Как заметил писатель Георгий Давыдов, в главах, посвящённых Мадейре и мысу Доброй Надежды, Гончаров неожиданно проявил себя как романтик и ценитель красоты. Так, принимая на острове экзотический букет от жены консула, путешественник сообщил, что отправит цветы в подарок русским женщинам. Описывая африканских женщин, обычно сдержанный в проявлении эмоций Иван Александрович не побоялся быть экспрессивным и чувственным: «Что за губы, что за глаза! Тело лоснится, как атлас. Глаза не без выражения ума и доброты, но более, кажется, страсти, так что и обыкновенный взгляд их нескромен».

### Мир Японии
Готовясь к экспедиции, Гончаров прочитал немало книг и журнальных публикаций о Японии; часть из них он взял с собой в поход. Однако ни статья Евгения Корша «Япония и японцы», напечатанная в 1852 году в журнале «Современник», ни труды путешественника Энгельберта Кемпфера, естествоиспытателя Филиппа Зибольда, натуралиста Карла Тунберга не могли дать ответов на все вопросы, которые интересовали писателя и его спутников, направлявшихся к берегам восточного соседа России. Предвкушая встречу, Гончаров писал, что Япония — это «странная, занимательная пока своей неизвестностью страна», и называл её «запертым ларцом», в котором спрятаны сокровища «страны чудес».
Фрегат пришёл в Нагасаки 9 августа 1853 года, но команда долго не могла сойти на берег: начались сложные переговоры, во время которых хозяева, с одной стороны, демонстрировали интерес к гостям, охотно соглашались позавтракать в адмиральской каюте, с удовольствием принимали недорогие подарки; с другой — всячески затягивали решение вопроса, подчиняясь законам многоступенчатой японской иерархии. Целый месяц был потрачен на то, чтобы подготовить, согласовать и утвердить церемониал встречи представителей русской дипломатической миссии с нагасакским губернатором. Всё это время Гончаров жил с ощущением ирреальности происходящего — глядя с корабля на холмы и горы, он спрашивал себя: «Что это такое? декорация или действительность? какая местность… всё так гармонично, так непохоже на действительность, что сомневаешься: не нарисован ли весь этот этюд?» Картины, рассказывающие о «благословенном уголке земли», удивительным образом напоминали фрагменты главы «Сон Обломова», опубликованной в приложении к журналу «Современник» в 1849 году. А сам поход Гончаров впоследствии называл «путешествием Обломова».
Пейзажных зарисовок — по сравнению с другими очерками книги «Фрегат „Паллада“» — в «японских» главах мало, но их немногочисленность компенсируется большим количеством портретов. При описании жителей Страны восходящего солнца Гончаров постепенно переходил от массовых изображений к индивидуальным. Вначале Иван Александрович видел людей в лодках — загорелых, с тонкими белыми повязками вокруг головы и на поясе; потом наблюдал за группой прибывших на «Палладу» визитёров, облачённых в кофты из полупрозрачной ткани с вышитыми гербами.

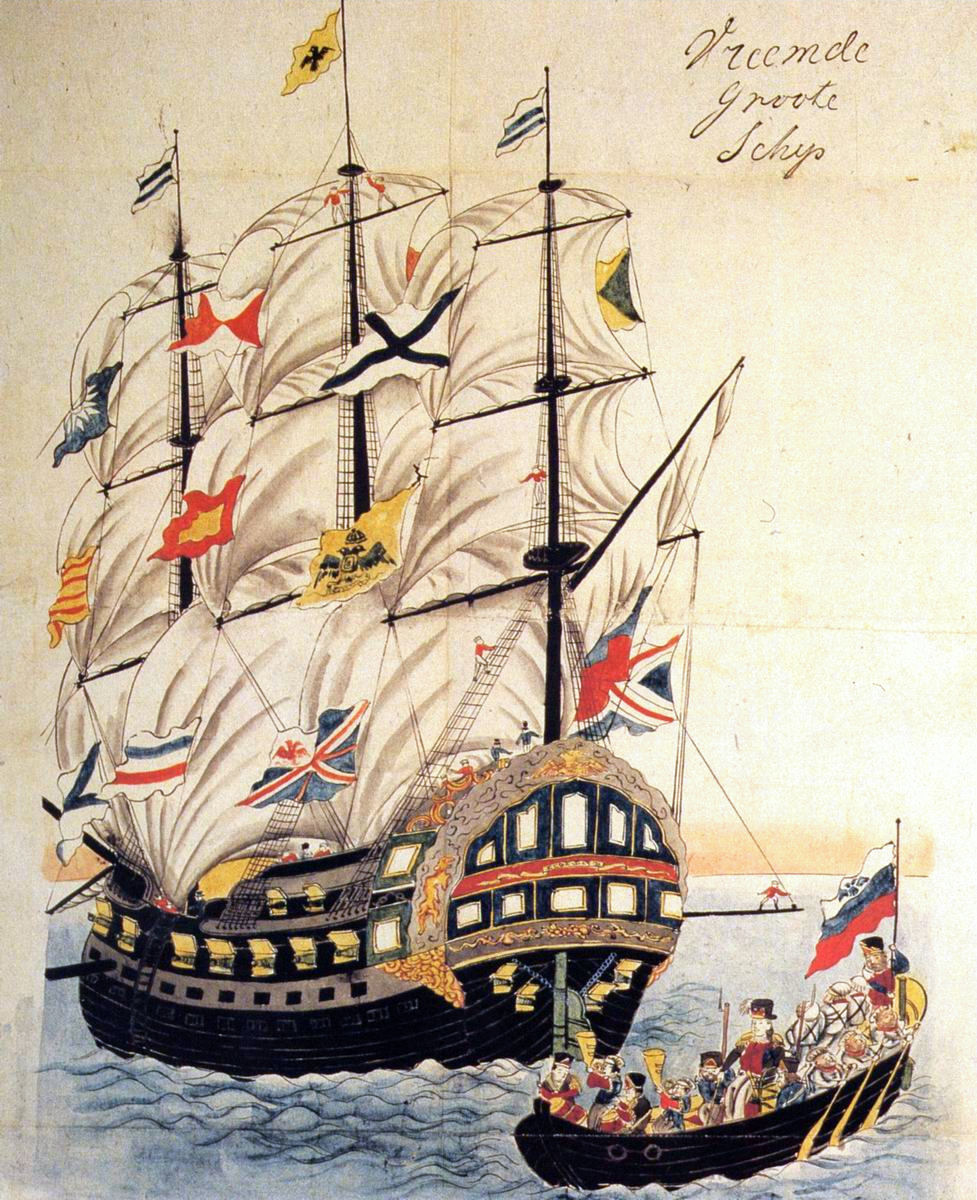
Фрегат «Паллада» в Нагасаки. Рисунок японского художника

Чем больше новых знакомств появлялось у участников экспедиции, тем больше личных качеств обретали их японские собеседники: одного из них писатель характеризовал как «грубого циника», другого (Нарайбайси 2-го) — как скромного мыслителя. Рассказывая о переводчике Эйноске, писатель выделил его «правильные черты и смелый взгляд». Сорокапятилетний Кавадзи-Соиемонно-ками, фактически выполнявший роль руководителя переговоров с японской стороны, был представлен Гончаровым как человек незаурядный, каждое слово которого «обличало здравый ум, остроумие, проницательность и опытность». Как отметила Елена Краснощёкова, смена массовых портретов индивидуальными шла в соответствии с новыми открытиями, которые сделал для себя писатель:

Нарастает уверенность, что путь к подлинному постижению национальной психологии лежит не через сравнение «своего» и «чужого», а через вглядывание в отдельного человека — вдумывание в его общечеловеческую сущность.

В определённый момент Гончаров осознал, что подходить к жителям Японии с мерками европейца неразумно — необходимо признать за ними право на собственные традиции и рассматривать их поступки, кажущиеся участникам экспедиции нелогичными, в контексте складывавшихся веками нравов и обычаев: «Наша вежливость у них — невежливость, и наоборот». Ещё одно открытие, сделанное писателем, касалось менталитета японцев, понять который, по мнению писателя, было сложно без глубокого представления об их истории и языке: «Как ни знай сердце человеческое, как ни будь опытен, а трудно действовать по обыкновенным законам… там, где нет ключа к миросозерцанию, нравственности и нравам народа, как трудно разговаривать на его языке, не имея грамматики и лексикона».

### Ликейские острова
Описание Ликейских островов, к которым фрегат подошёл 31 января 1854 года, было сделано с явной отсылкой к литературным источникам. Одним из них оказалось сочинение английского мореплавателя Базиля Галля «Отчёт о путешествии к западному берегу Кореи и островам Лиу-Киу в Японском море», изданное в 1818 году. Согласно версии Галля, Ликейские острова — это идиллическое место, где «люди добродетельны, питаются овощами и ничего друг другу, кроме учтивостей, не говорят». Гончаров, хорошо знавший содержание этого отчёта, изначально был настроен к нему скептически и, выходя на берег, задал себе вопрос: «Что это? где мы? среди древних пастушеских народов, в золотом веке?»

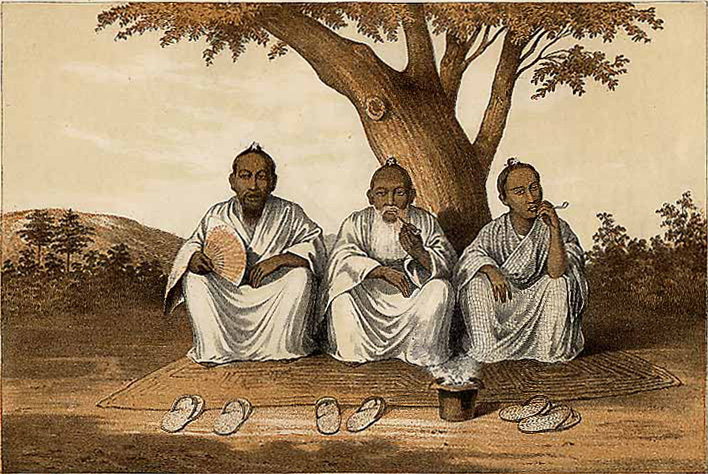
Ликейские острова. 1856

Однако вскоре ирония сменилась удивлением — писатель обнаружил, что его впечатления в основном совпадают с рассказом Галля: между миниатюрными хижинами стояли сады; на стенах росли цветы и деревья; местные жители, облачённые в чистые одежды с широкими поясами, смотрели на визитёров совершенно бестрепетно; когда гости приблизились, хозяева спокойно, с достоинством поклонились. Гончаров вынужден был признать, что это и «в самом деле идиллическая страна, отрывок из жизни древних». Помимо переклички с работой Галля, в главе, посвящённой Ликейским островам, присутствуют параллели с «Письмами русского путешественника» Николая Карамзина (речь идёт о стилистическом сходстве) и романом «Обломов»:

Главная примета как Обломовки, так и открывшегося на Ликейских островах идиллического мира — остановка исторического бега, выпадение из времени. Другая примета этих миров — их заключённость в самих себе, отгороженность от человечества. Вне человеческой истории и земной географии жители островов вкушают плоды райского небытия.

## Аян — Петербург
В мае 1854 года находившаяся в аварийном состоянии «Паллада» прибыла в устье Амура, к месту своей последней стоянки. Евфимий Путятин, планировавший продолжить переговоры с Японией, переместился вместе со значительной частью экипажа на фрегат «Диана». В рапорте на имя великого князя Константина Николаевича глава экспедиции указал, что поскольку «почти никакой переписки и других, по должности секретаря относящихся занятий» уже не предвидится, он считает целесообразным предоставить коллежскому асессору Гончарову возможность вернуться в Петербург «сухим путём, через Сибирь». 2 августа писатель был переведён на шхуну «Восток», которая через тринадцать дней пришла в поселение Аян. Оттуда Иван Александрович отправил друзьям письмо, в котором сообщил: «Я расквитался с морем, вероятно, навсегда».
До Якутска Гончаров добирался две недели по Аянскому тракту — сначала верхом (в иные дни приходилось находиться в седле по одиннадцать-двенадцать часов), затем — на лодках по холодной реке Мае, позже — вновь верхом и в повозке. О своём новом опыте он рассказывал писательнице Евгении Майковой: «Вы в письме своём называете меня героем, но что за геройство совершать прекрасное плавание на большом судне… Нет, вот геройство — проехать 10 500 вёрст берегом, вдоль целой части света, где нет дорог, где почти нет почвы под ногами, всё болота; где нет людей, откуда и звери бегут прочь».
В Якутске Гончаров задержался на два месяца — там он сумел привести в порядок разрозненные путевые записи и начал работу над «сибирскими» очерками, впоследствии включёнными в книгу «Фрегат „Паллада“». В небольшом городе Иван Александрович быстро познакомился «со всеми жителями, то есть с обществом»: губернатором, купцами, чиновниками, священнослужителями. Следующую большую остановку писатель сделал в Иркутске, дорога до которого заняла у него почти месяц. Ехать пришлось в сильные морозы, от которых не спасала мягкая шуба; в повозке, помимо чемоданов, книг и рукописей, находились запасы продуктов: щи в замороженных кусках, мороженые пельмени, строганина, вино и хлеб.

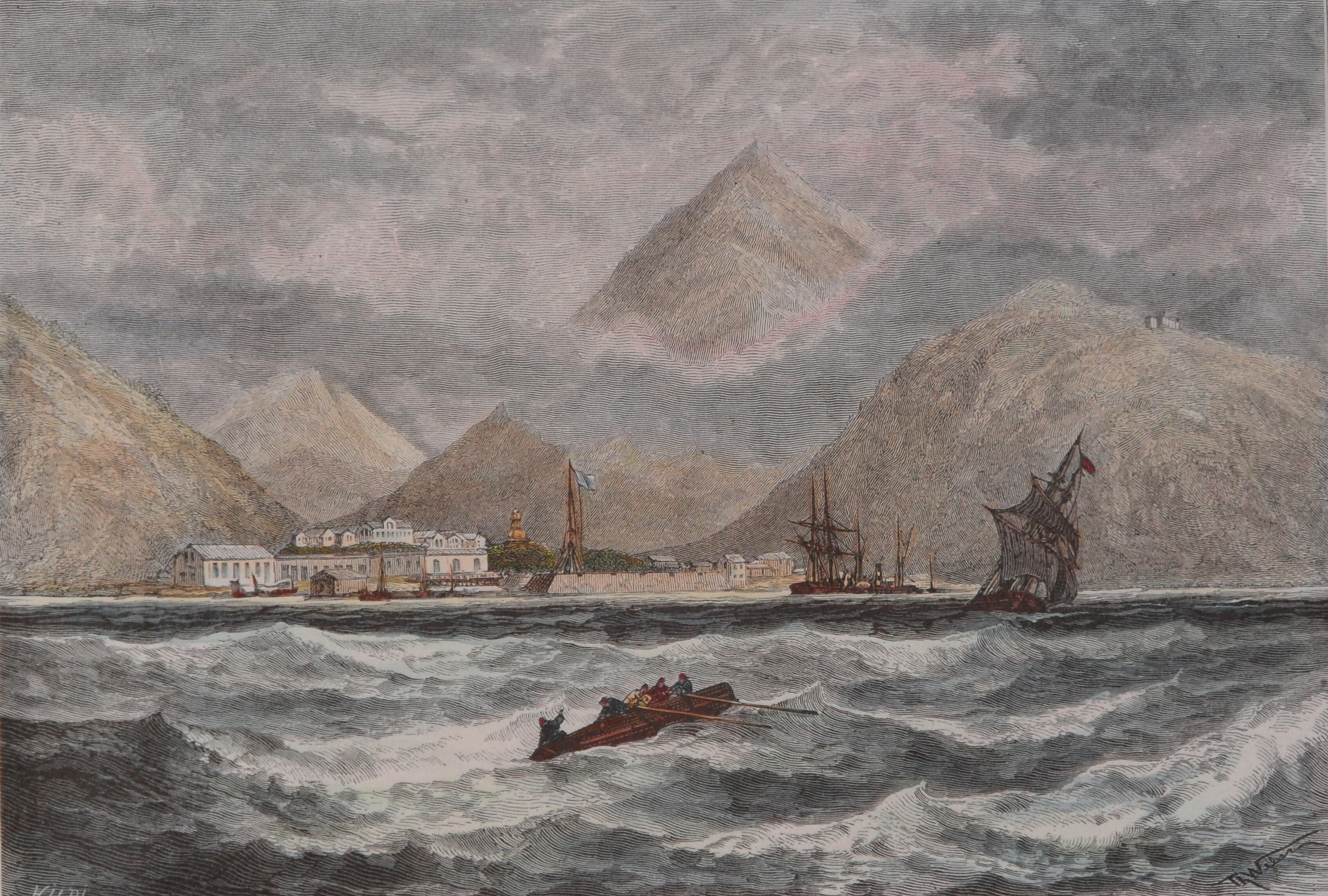
Гавань Аян. 1878

Впечатления от иркутских встреч у Гончарова остались самые тёплые: он почти ежедневно бывал в гостях у генерал-губернатора Восточной Сибири Николая Муравьёва-Амурского (которого называл человеком, «нарочно созданным для совершения переворотов в пустом безлюдном крае»), обедал с военным губернатором Карлом Венцелем, посетил бал в Дворянском собрании, общался с декабристами, из которых особо сблизился с Сергеем Волконским. Далее путь Ивана Александровича пролегал через Казань, Симбирск (где он вновь сделал остановку) и Москву. 25 февраля 1855 года, проведя в путешествиях два с половиной года, Гончаров возвратился в Петербург.
По словам Людмилы Якимовой, главы книги «Фрегат „Паллада“», повествующие об обратном пути писателя (они начинаются с зарисовок об аянских утёсах и завершаются очерком о прощании с Иркутском), представляют собой так называемый «сибирский текст». Его основы были заложены Гончаровым и продолжены другими литераторами, совершавшими поездки по России: Антоном Чеховым («Из Сибири», «Остров Сахалин»), Владимиром Короленко («Очерки и рассказы», 1886), Глебом Успенским (цикл «Поездки к переселенцам»). Для Гончарова, побывавшего во многих странах, в том числе «закрытых колпаком национальной непроницаемости», новым и неожиданным открытием стала готовность сибиряков к общению; в них он увидел и хлебосольных хозяев, и бескорыстных проводников.

## Участники экспедиции
В течение нескольких десятилетий во всех главах книги «Фрегат „Паллада“» подлинные имена и фамилии участников похода скрывались за начальными буквами; их полная расшифровка произошла уже после смерти автора, в XX веке. Кроме того, Гончаров не стал включать в очерки подробности дипломатических переговоров Путятина с японской стороной, хотя хорошо знал основные детали: именно он как секретарь главы морской экспедиции регулярно отправлял в Петербург рапорты, а по возвращении в столицу составил официальный отчёт. Иван Александрович сознательно выбрал вариант обзорного знакомства с маршрутом, и этот формат вызвал недоумение у кронштадтских моряков, которые, по данным литературоведа Бориса Энгельгардта, сочли, что писатель «изобразил героический поход „Паллады“ в виде какой-то увеселительной прогулки. Точно в Москву для развлечений съездил».

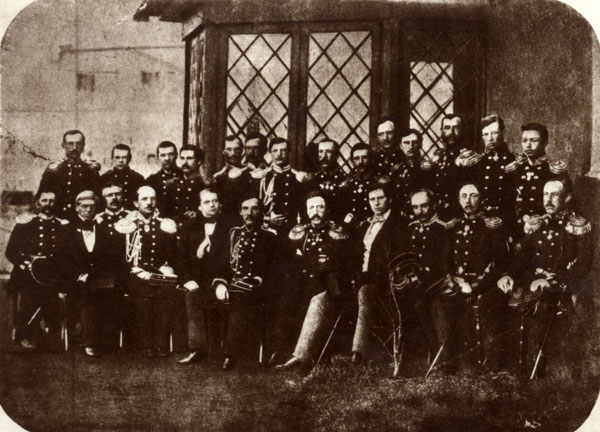
Гончаров (сидит пятый слева) среди офицеров «Паллады». Слева от Гончарова — И. С. Унковский, справа — Е. В. Путятин

О том, что книгу «Фрегат „Паллада“» следует воспринимать как «чисто художественное произведение», одним из первых заявил критик Дмитрий Писарев в рецензии, опубликованной в 1859 году. С его мнением согласился Борис Энгельгардт, который, соотнеся подлинные документы экспедиции с очерками Гончарова, пришёл к выводу, что «действительность, представленная в произведении, далека от реальной». Иной точки зрения придерживался Юрий Лощиц, писавший, что книга Гончарова — это не только один из образцов реалистической прозы, но и скрупулёзная хроника, воспроизводящая культурные, социальные и политические процессы, происходившие в середине XIX века в разных частях света.
В состав кают-компании фрегата «Паллада» входили двадцать один офицер, четыре гардемарина и несколько штатских лиц, в том числе секретарь Иван Гончаров, переводчик Осип Гошкевич, архимандрит Аввакум (Дмитрий Семёнович Честной) и другие. Подтверждением того, что кают-компания была незаурядной, является, по словам Бориса Энгельгардта, дальнейшая карьера некоторых её представителей: в последующие годы десять офицеров, участвовавших в экспедиции, стали адмиралами, трое (Путятин, Посьет и Пещуров) возглавили министерства, пятеро (Путятин, Унковский, Посьет, Пещуров, Бутаков) получили звание генерал-адъютантов.

В истории русских кругосветных плаваний трудно найти более блестящую кают-компанию, нежели та, которая собралась на «Палладе» благодаря счастливой способности Путятина «уметь выбирать людей и окружать себя талантливыми личностями».

### Образ рассказчика
Книга начинается с пояснений, почему автор, всегда ценивший домашний уют, избегавший сквозняков и отказывавшийся ездить по ухабистым дорогам, внезапно решил отправиться в морскую экспедицию. В первом и последующих очерках рассказчик, по замечанию Елены Краснощёковой, предстаёт в двух возрастных ипостасях. С одной стороны, это слегка утомлённый жизнью эпикуреец средних лет, которого сложно чем-то удивить; с другой — пылкий юноша-поэт, витальная энергия которого «кипит, играет и вырывается наружу». Своеобразная перекличка, которую путешественник устраивает на страницах книги с позиции того или иного возраста, напоминает диалоги героев гончаровского романа «Обыкновенная история» — Александра Адуева и Петра Адуева. От молодого Адуева, отправляющегося в Петербург в надежде проявить свои творческие способности и найти любовь, автор воспринял огромный интерес к миру и способность видеть прекрасное даже в мелочах. В то же время рассказчик несёт в себе и черты дяди — это проявляется в рациональном взгляде на многие проблемы и умении иронично воссоздать некоторые события.

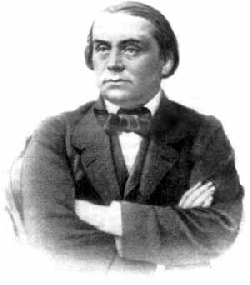
И. А. Гончаров

Кроме того, в образе рассказчика соединились педантичный государственный служащий и искатель приключений. Гончаров, рассказывая об одолевавших его перед походом сомнениях, писал: «Жизнь моя как-то раздвоилась… В одном [мире] я — скромный чиновник в форменном фраке, робеющий перед начальственным взглядом… В другом я — новый аргонавт, стремящийся по безднам за золотым руном в недоступную Колхиду». Два разных типажа, присутствующие на страницах «Фрегата „Паллада“», дали возможность читателям увидеть мир с разных ракурсов: один наблюдатель трезв, прохладен и объективен, другой способен опоэтизировать самые заурядные явления.

«Игра с планами» сообщает книге обаяние импровизации. Как надеялся сам автор «Фрегата „Паллада“»: «Abandon, полная свобода — вот что будут читать и поглощать»… «Двойное» и подвижное зрение наблюдателя придало полноту картине мира, в котором «проза» и «поэзия» совмещаются хоть подчас и неожиданно, но неизменно.

### Евфимий Путятин

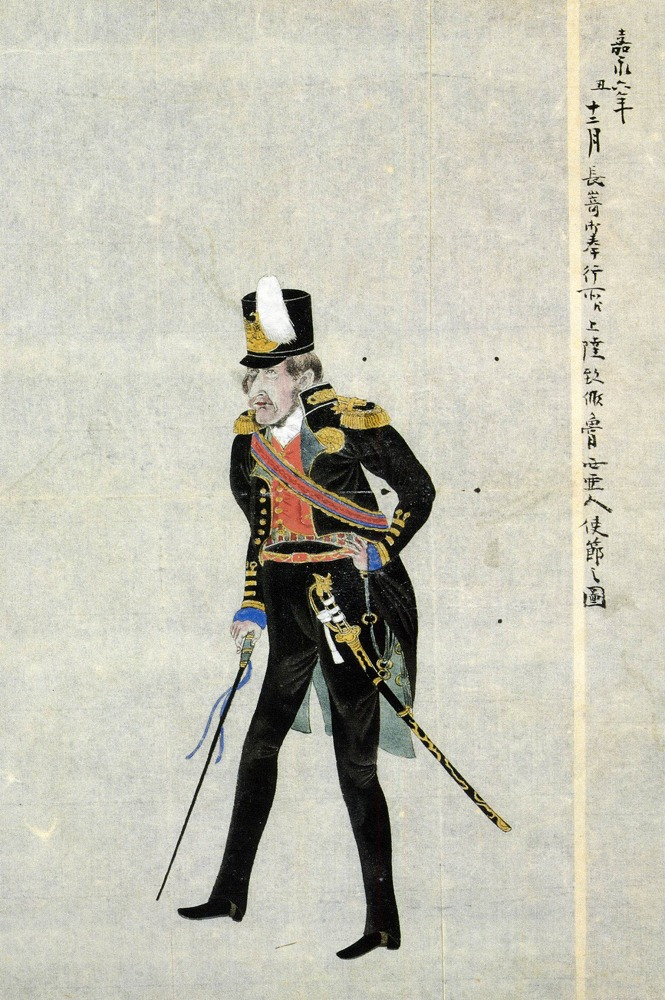
Е. В. Путятин в Нагасаки. Рисунок японского художника

Глава морской экспедиции Евфимий Путятин (которого Гончаров в книге называл адмиралом, хотя во время похода тот находился в чине вице-адмирала) имел репутацию человека парадоксального: рассудительность опытного дипломата сочеталась в нём с нетерпеливостью при решении бытовых вопросов; лёгкая чудаковатость скрещивалась с абсолютным благоразумием. Путятин, судя по описанию Гончарова, не терпел праздности на корабле и считал своим долгом воспитывать и просвещать команду: «Чуть увидит кого-нибудь без дела, сейчас что-нибудь и предложит: то бумагу написать… кому посоветует прочесть какую-нибудь книгу; сам даже возьмёт на себя труд выбрать её в своей библиотеке и укажет, что прочесть или перевести из неё».
К своему секретарю Евфимий Васильевич относился с безусловным доверием; его благосклонность была настолько подчёркнутой, что во время переговоров в Нагасаки представители японской стороны даже приняли Гончарова «за фигуру влиятельную и важную, чуть ли не вторую после самого Путятина». В статье Кадзухико Савады «Гончаров в Японии» (Japanese Slavic and East European Studies, 1989, № 4) упоминалось — со ссылкой на одного из участников переговорного процесса, — что писатель «всегда сидит возле посла и вмешивается в разговор. Выглядит главным советником».
В то же время капитан шхуны «Восток» Воин Римский-Корсаков (его судно входило в состав эскадры Путятина) характеризовал главу морской экспедиции как человека, отличавшегося «скряжничеством», берегущего «казённые деньги бог весть зачем, без всякого положительного убеждения, без расчёта, без взгляда на будущее». Немало разногласий — особенно поначалу — возникало у Путятина и с капитаном «Паллады» Иваном Унковским; их конфликты в основном были связаны с тем, что Евфимий Васильевич слишком активно «вмешивался во внутренний распорядок фрегатской жизни». Одна из таких размолвок едва не завершилась уходом Унковского с корабля. Узнав о желании капитана покинуть «Палладу», Путятин сначала предложил своему оппоненту «всякое удовлетворение», а затем примирительно заметил: «Я не могу лишить русское военное судно подобного капитана, в то время когда Россия накануне военных действий». Гончаров знал о несостоявшейся дуэли, однако, с приязнью относясь к обоим участникам событий, не стал упоминать о ней в книге. Предвидя возможные вопросы от других очевидцев, писатель подчёркивал, что он не стремился выполнять роль «историографа» экспедиции.

### Иван Унковский
С первых дней пребывания на фрегате Гончаров чувствовал особую расположенность со стороны Ивана Семёновича Унковского, который всегда интересовался самочувствием писателя, приглашал на обеды, а во время сильной качки предоставлял в его распоряжение свой просторный кабинет, в котором, помимо мягких диванов и большого письменного стола, находилось даже пианино. Полукруглую софу, привинченную к полу в капитанской каюте, Иван Александрович воспринимал как надёжное убежище во время любой непогоды, потому что «упасть с неё было некуда». Поначалу писатель связывал заботливость Унковского с рекомендательной запиской от князя Александра Оболенского, которая была передана командиру корабля перед походом, — в ней содержалась просьба уделять некоторое внимание неопытному путешественнику Гончарову.

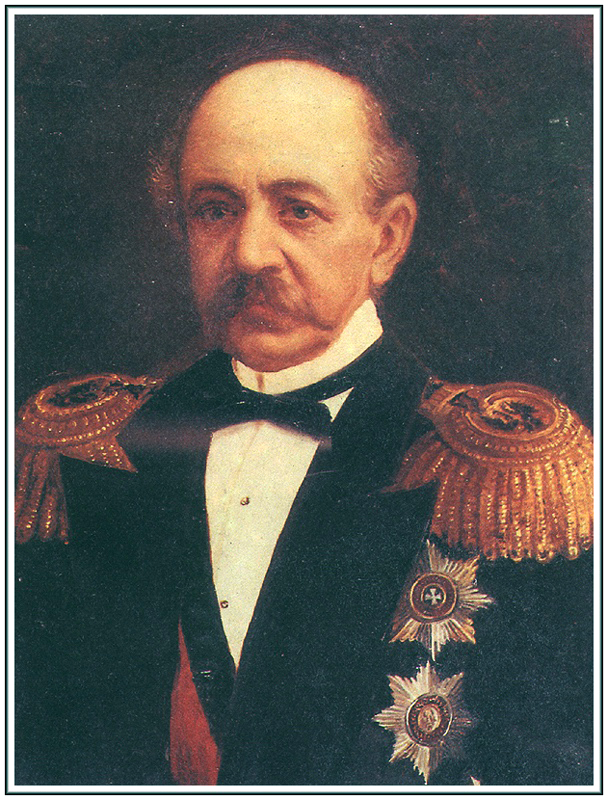
И. С. Унковский

Позже стало понятно, что доброжелательность Ивана Семёновича искренняя. В одном из писем друзьям Иван Александрович рассказывал, что на корабле сложилась своеобразная традиция долгих ежедневных бесед: «Четверо нас собираемся всегда у капитана вечером закусить и сидим часов до двух». В свою очередь, Гончаров, откликаясь на просьбу Унковского, давал уроки русского языка и литературы самому юному участнику экспедиции — тринадцатилетнему юнкеру гвардейского экипажа Мише Лазареву, сыну адмирала Михаила Лазарева. И капитан фрегата, и глава экспедиции были воспитанниками «лазаревской школы моряков», а потому проявляли максимум заботы о наследнике покойного учителя; по словам Бориса Энгельгардта, Миша «был баловнем как Путятина, так и Унковского».
Для Унковского экспедиция стала серьёзным испытанием. Во-первых, «Паллада» к моменту выхода из Кронштадта была уже весьма изношенным судном и в пути постоянно вставала на ремонт (в одном из писем друзьям Гончаров признался, что фрегат «течёт как решето»); во-вторых, команду спешно собирали накануне похода с разных кораблей. Тем не менее в декабре 1853 года Воин Римский-Корсаков писал, что ему ещё не доводилось «видеть судна, доведённого до такой быстроты в работах и до такого порядка в боевых манёврах и учениях».

### Другие члены кают-компании
Неформальным лидером «научной партии» кают-компании был Константин Посьет — ближайший помощник Путятина по дипломатическим вопросам, который, самостоятельно выучив во время похода нидерландский язык (именно на нём велись переговоры с представителями Японии), выполнял ещё и обязанности переводчика. Гончаров описывал Посьета как человека «доброго» и «неугомонного». Деликатность Константина Николаевича позволяла ему выступать посредником в конфликтных ситуациях на фрегате; как вспоминали участники экспедиции, «он один только мог удерживать Путятина от слишком резких выходок и чудачеств». Добрые отношения, сложившиеся у Ивана Александровича с Посьетом, сохранились и после экспедиции. В 1871 году Гончаров, считавший, что он навсегда «расквитался с морем», едва не отправился вместе с Посьетом (ставшим к тому времени вице-адмиралом) в Соединённые Штаты на фрегате «Светлана»; писатель даже был включён в состав экспедиции, но из-за ухудшившегося состояния здоровья в последний момент вынужден был отказаться.
В первой же главе «Фрегата „Паллада“», рассказывая о начале похода, Гончаров упомянул о книге «История кораблекрушений», которую ему дал почитать Воин Андреевич Римский-Корсаков, отвечавший в экспедиции за научно-исследовательские работы. Присутствие Корсакова в кают-компании было недолгим (в 1853 году его назначили капитаном паровой шхуны «Восток»), однако изначально Воина Андреевича и Ивана Александровича связывали весьма тёплые отношения. В письме к родным, датированном 14 октября 1853 года, Римский-Корсаков отзывался о Гончарове как о «приятном собеседнике» и признавался: «Мне сильно хотелось приманить его к себе в товарищи на шхуну». Позже славившийся резкостью в суждениях Воин Андреевич изменил своё мнение: в письме к отцу он сообщил, что Гончаров — «просто ленивейший из эпикурейцев, расплывшийся от сытных обедов и послеобеденной высыпки, человек, приятный в беседе, но в сообществе часто тягостный по своему… нервному темпераменту». Охлаждение, вероятно, было взаимным, поэтому в книге «Фрегат „Паллада“» Римскому-Корсакову уделено сравнительно мало внимания.

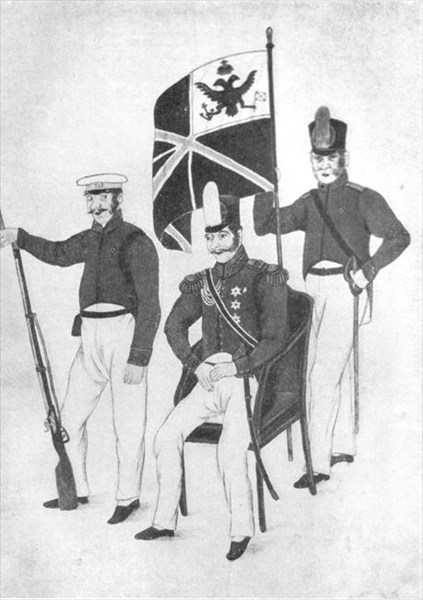
Дипломатическая миссия Е. В. Путятина в Японии. Рисунок японского художника

Эпизоды с участием старшего офицера «Паллады» Ивана Бутакова Гончаров нередко окрашивал мягким юмором: к примеру, писатель вспоминал, как во время прогулок по Мадейре, желая отведать местных экзотических овощей или фруктов, они с Иваном Ивановичем случайно сорвали и съели по пучку «нашего северного плода» — зелёного лука. Между тем обязанности Бутакова на корабле были достаточно серьёзными: он отвечал, кроме прочего, за безопасность фрегата во время стихии. Гончаров характеризовал его как «великолепного моряка», который при штиле выглядел порой сонным и апатичным, однако «в бурю и вообще в критическую минуту — весь огонь»: «Вот и теперь, в эту минуту, орёт так, что, я думаю, голос его разом слышен и на Яве, и на Суматре».
Одним из своих первых наставников на корабле Гончаров считал Деда — старшего штурманского офицера Александра Антоновича Халезова (Хализова), для которого участие в экспедиции стало четвёртым кругосветным путешествием. Он был представлен в книге как человек, «у которого всё отлично»: дул ли попутный ветер или, напротив, встречный, надвигался ли сильнейший шторм или наступал штиль — Дед в любых ситуациях оставался бодрым, невозмутимым, застёгнутым на все пуговицы и твёрдо стоящим на ногах.

В палладской кают-компании он [Гончаров] нашёл высокоинтеллигентную атмосферу… Разговоры о предстоящих дипломатических отношениях с Японией сменялись собеседованиями на литературные темы, в которых он принимал самое деятельное участие, выступая с отрывками из своих очерков; каждый участник похода энергично готовился к предстоящим трудам: кто изучал голландский язык, кто занимался историей Китая и Японии, кто собирал гео- и гидрографические материалы для будущих исследований и съёмок.

### Вестовой Фадеев и другие матросы
С матросской командой Гончаров сталкивался во время похода редко, а потому места ей в книге выделил немного. Чаще всего писатель пересекался с матросами во время праздников и народных гуляний, когда весь экипаж «Паллады» собирался на палубе. На веселье, которое сопровождалось «плясками, имевшими вид каторжного труда», Иван Александрович обычно смотрел с холодным недоумением, как сторонний наблюдатель. В одном из писем Языковым он объяснил причины охватывавшего его раздражения: «Я всегда был враг буйного веселья, в армяке ли оно являлось передо мной или фраке, я всегда прятался в угол. Здесь оно разыгралось в матросской куртке… Скучно, а уйти некуда». Кроме того, на страницах «Фрегата „Паллада“» периодически появлялись зарисовки с участием выделенных из общей массы лиц: писатель упоминал то про Агапку, который за две чарки водки взялся обучать вестового Фадеева грамоте, то про матроса Мотыгина, решившего в Портсмуте поухаживать за продавщицей рыбы и получившего за свои манеры удар в глаз.
Наиболее колоритным представителем матросской команды являлся костромич Фадеев, назначенный Гончарову в денщики. Он постоянно поражал автора цепкостью, ловкостью и сметливостью. Так, получив приказ разложить в каюте вещи прибывшего на корабль рассказчика, вестовой выполнил за полчаса ту работу, на которую слуге Ивана Александровича потребовалось бы три дня. Когда на фрегате ввели лимит на получение пресной воды и начали выдавать её по одной кружке в день, сообразительный Фадеев научился притуплять бдительность боцмана Терентьева и приносить писателю каждое утро полный кувшин для умывания: «На вот, ваше благородие, мойся скорее, чтоб не застали да не спросили, где взял». В неизменном обращении на «ты», по замечанию Юрия Лощица, присутствовала мягкая снисходительность денщика, воспринимавшего повествователя не только как «барина», но и как младшего брата.

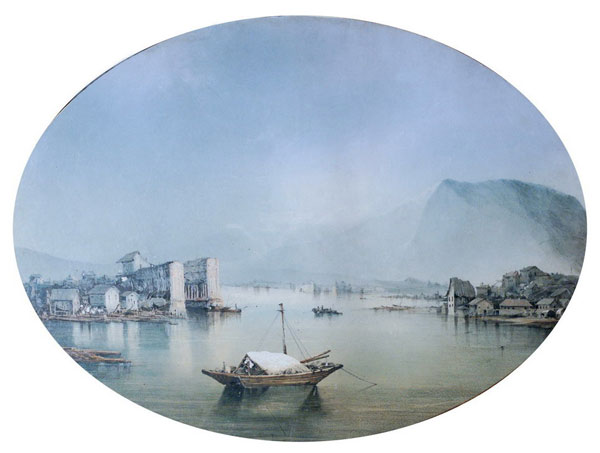
Морской пейзаж, привезённый И. А. Гончаровым из путешествия

Подобные отношения, в основе которых — безоглядная преданность и бесконечная опека, — складывались и между другими персонажами произведений Гончарова: точно такая же заботливость была свойственна слуге Обломова Захару и неизменному спутнику Александра Адуева Евсею. В советское время характер этих связок рассматривался в основном с выделением исключительных достоинств крепостных людей — к примеру, критик Давид Заславский писал в газете «Правда» (1937, 17 июня), что Гончаров, рассказывая о Фадееве, «создаёт привлекательный образ смышлёного, лукавого и расторопного матроса-крестьянина».
Литературоведы более позднего времени стали обращать внимание и на другие качества вестового: так, по замечанию Елены Краснощёковой, в психологическом портрете Фадеева присутствовало, помимо расторопности, ещё и «непробиваемое, непростительное равнодушие», с которым денщик относился к миру. Его не интересовала жизнь неизвестных стран, он воспринимал чужие обычаи «с большой недоброжелательностью и даже презрением». Нежелание узнавать новое было для Гончарова синонимом «умственной и душевной неразбуженности»; в то же время писатель видел в этой безучастности ещё и «ничем несокрушимое стремление к своему долгу — к работе, к смерти, если нужно».

## Художественные особенности

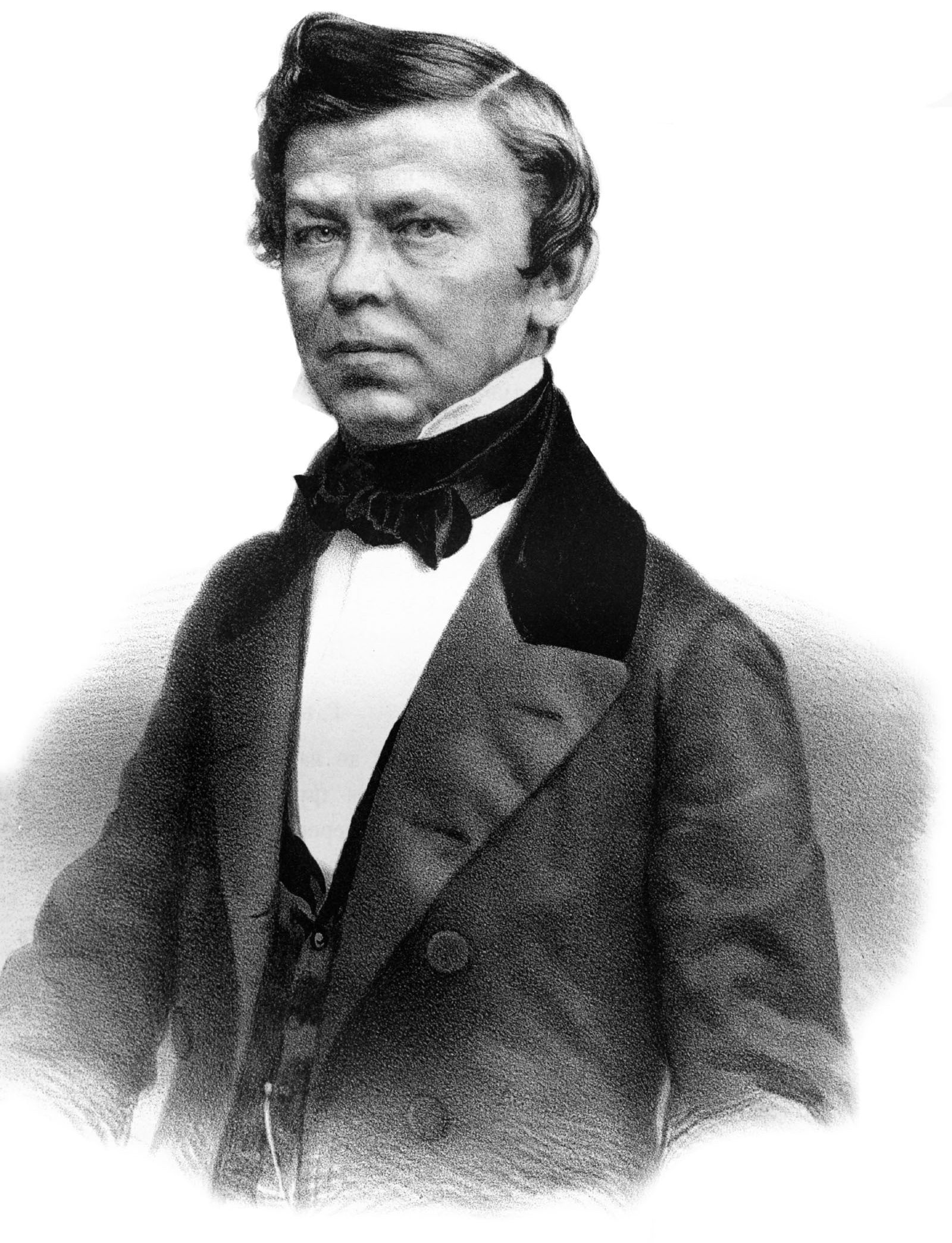
С литератором Владимиром Бенедиктовым рассказчик вёл заочную поэтическую перекличку в главах «Плавание в атлантических тропиках» и «Море и небо»

Свободный формат «Фрегата „Паллада“» позволил соединить в одной книге главы, написанные в разных жанрах: среди них встречаются и авторские размышления-воспоминания, и очерки, детально воспроизводящие историю и географию разных стран, и лирические обращения к друзьям («Не знаю, получили ли вы моё коротенькое письмо из Дании, где я, впрочем, не был…»). Друзья, которым Гончаров адресовал свои послания, — не вымышленные персонажи, а реальные люди, помогавшие Ивану Александровичу собираться в дорогу и поддерживавшие его письмами во время путешествия: это поэты Аполлон Майков и Владимир Бенедиктов, художник Николай Майков, а также члены их семей. В книге их имена встречаются нечасто, однако фамилии каждого из них легко угадываются из контекста — к примеру, в главе «Ликейские острова» присутствует явное обращение к Николаю Майкову: «Я всё время поминал вас, мой задумчивый артист: войдёшь, бывало, утром к вам в мастерскую, откроешь вас где-нибудь за рамками перед полотном…»
В стилистике «Фрегата „Паллада“» сохранились черты изначального замысла — писатель предполагал по возвращении из путешествия прочитать очерки в кругу друзей. Отсюда и своеобразный диалог, который рассказчик порой ведёт с невидимыми собеседниками, и ориентация на их художественные вкусы, и включение в текст известных им цитат, и даже отголоски неких давних дискуссий. Автор легко переходит от лирических зарисовок (среди которых исследователи выделяют главу «Плавание в атлантических тропиках», названную «поэтической вершиной книги») к повседневной хронике на корабле, от морских пейзажей к описанию быта жителей разных стран. При этом, по замечанию исследователей, Гончаров перемещается «не только по горизонтали пространства, но и по вертикали времени»: к примеру, картины Лондона, живущего в XIX столетии, сменяются экскурсией в тот «золотой век», в котором пребывает население Ликейских островов.
Иногда хроника прерывается длинными авторскими размышлениями. Так, рассказывая о ежедневном распорядке «новейшего англичанина», который просыпается строго по будильнику, затем быстро завтракает, бегло просматривает утреннюю газету и отправляется на работу, Гончаров внезапно останавливает рассказ. По его словам, в этот момент мысленно он переносится в русскую деревню — некую «дремотную Обломовку», где на трёх перинах спит человек. У него нет будильника, просыпается он ближе к полудню от петушиного крика, и его жизнь наполнена «деятельной ленью и ленивой деятельностью». Англичанин живёт в мире таблиц, графиков, схем; безымянный русский барин окружён слугами и гостями-соседями. При этом Гончаров никого не хвалит и не осуждает; более того — образ далёкой Обломовки создан мягкими красками с оттенком ностальгии. По словам Юрия Лотмана, автор, противопоставляя разные территории, двигался к поиску своеобразного «идеального» стандарта:

Разрушение штампов в антитезе далёкое/близкое, чужое/своё, экзотическое/бытовое создаёт образ общего совместного движения всех культурных пространств Земли от невежества к цивилизации. Отсюда экзотика часто оборачивается некультурностью, а цивилизация — жестоким бессердечием. Эти противопоставления, по мнению Гончарова, должны быть сняты единой моделью, в которой динамика и прогресс положительно противостоят статике. 
Лингвисты обращают внимание на насыщенность текста «Фрегата „Паллада“» английскими заимствованиями: Гончаров использовал их, когда воспроизводил речь британских моряков, включал в очерки услышанные в Лондоне пословицы и поговорки, добавлял местные топонимические наименования в описание городов. Вероятно, во время путешествия английская лексика давала писателю возможность «воссоздать новизну восприятия», точнее передать нравы и обычаи незнакомых мест. Так, рассказывая о поездке в шлюпке, направляющейся к фрегату, автор передаёт диалог: «„Russian-frigate?“ — спрашивают мои гребцы. „No“, — пронзительно доносится до нас на ветру». В другом эпизоде рассказчик, услышав от офицера на корабле, что слово «аврал» означает «свистать всех наверх», пытается найти его английский аналог и приходит к выводу, что в Британии призыв к общей работе на судне звучит как allhands up.

## Отзывы и рецензии
Первые отзывы представителей российского литературного сообщества на ещё не опубликованные очерки стали поступать весной 1855 года, когда их автор, вернувшись в Петербург, начал устраивать домашние чтения отдельных глав. Так, писатель Алексей Писемский в письме, адресованном драматургу Александру Островскому, рассказывал, что одной из обсуждаемых новостей столичной жизни является возвращение Гончарова из кругосветного путешествия: «Привёз с собой кипу заметок, не глупы, да и не очень умны и порядочно скучноваты». Возможно, столь вялое восприятие было связано с авторской манерой чтения — впоследствии Иван Александрович в письме Аполлону Майкову напомнил, что тот, слушая его путевые записи, задремал: «Мне просто было вас совестно звать на чтение».
Довольно много рецензий появилось после журнальных публикаций очерков — здесь реакция критиков в целом была более благожелательной, чем их же отзывы на устное чтение. К примеру, поэт Николай Некрасов оценил «свежесть содержания и художественную умеренность красок» в главе «Манила». Николай Чернышевский («Современник», 1855, № 10) выделил очерки о Якутске и Японии, признав, что эпизод, повествующий о визите русской дипломатической миссии к нагасакскому губернатору, является «прекрасным». Для публициста Степана Дудышкина («Отечественные записки», 1856, № 1) главным достоинством путевых заметок Гончарова стал авторский взгляд на мир, умение передать личные, а не книжные впечатления об увиденном.
В то же время ряд рецензентов поставил в упрёк писателю излишний интерес к «гастрономическим вопросам». Так, писатель Василий Попов («Общезанимательный вестник», 1857, № 13) не без ехидства заметил, что из путевых зарисовок Гончарова «составилась бы интересная поваренная книга», после чего добавил: «Сколько таланта истрачено на эти пустяки!» Подобным же образом отреагировал на выход очерков и Александр Герцен — в статье, озаглавленной «Необыкновенная история о ценсоре Гон-ча-ро из Ши-Пан-ху» (1857), он написал, что для Ивана Александровича путешествие не представляло никакого интереса, «кроме кухонного».
Отклики на выход отдельного издания «Фрегата „Паллада“» оказались опять-таки разноречивыми. Если безымянный автор газеты «Северная пчела» (1858, № 102) поздравил «образованную русскую публику» с появлением «умной, занимательной, общеполезной книги», то Дмитрий Писарев в рецензии, напечатанной в журнале «Рассвет» (1859, № 2) и посвящённой не только «Фрегату „Паллада“», но и роману «Обломов», указал, что Гончарова «не волнуют крупные нелепости жизни; микроскопический анализ удовлетворяет его потребности мыслить и творить». При этом Писарев признал, что как художник и наблюдатель Иван Александрович заслуживает всяческих похвал.

## «Фрегат „Паллада“» в контексте жанра путешествий
Классическое советское издание книги Гончарова с изображением фрегата на обложке, осуществлённое Географгизом в 1949 году, а также несколько повторений этого издания в 1950-х годах служили для среднестатистического советского читателя своего рода окном в мир, особенно в экзотические южные страны:

Лишённый собственной возможности передвигаться по миру читатель населял планету тем, чему позволено было стоять на полках. Там единовременно жили французы конца XVIII века из «Писем русского путешественника», малайцы середины XIX столетия из «Фрегата „Паллада“», новогвинейские папуасы 80-х годов того же века из Миклухо-Маклая, американцы 30-х уже следующего столетия из «Одноэтажной Америки», африканцы и южноамериканцы 50-х Ганзелки и Зикмунда. Мир получался по-страбоновски диковинный, но получался.— Пётр Вайль

### Литературные предшественники
Выход гончаровских очерков совпал с ростом общественного интереса к путешествиям. В салоне Майковых, где Иван Александрович формировался как литератор, бывали исследователь Азии Григорий Карелин и председатель статистического комитета Русского географического общества Андрей Заблоцкий-Десятковский, много ездивший по Англии и Франции. В 1848 году журнал «Современник» напечатал цикл путевых заметок «Письма об Испании» очеркиста Василия Боткина, отдельные посылы которого (например, оценка деятельности «новейших англичан») оказались близки размышлениям рассказчика из «Фрегата „Паллада“». В этот же период в Петербурге вышла книга «Странствователь по морям и сушам» востоковеда Егора Ковалевского.
Критик Иван Иванович Льховский, реагируя на претензии коллег, которые упрекали Гончарова в излишнем внимании к пейзажам и людям (рецензенты приводили в качестве альтернативы научные издания о путешествиях, насыщенные больших количеством цифр и статистических выкладок), отметил, что в ту пору появилось немало книг, авторы которых были узкими специалистами в разных областях знаний, а потому в их воспоминаниях присутствовал неизбежный профессиональный интерес. Сравнивать их произведения с «Фрегатом „Паллада“» бессмысленно, потому что книга очерков Гончарова относится к другому жанру, — она сродни «литературным путешествиям», пришедшим в Россию из Европы ещё во второй половине XVIII века, констатировал Льховский. К примеру, рассуждения рассказчика «Фрегата „Паллада“» о том, что возможность посещать незнакомые уголки планеты добавляет в жизнь новых красок, напоминает размышления Жан-Жака Руссо о том, что «путешествие — это необходимый этап духовного созревания человека» («Эмиль, или О воспитании», 1762).
К числу литературных «предшественников» «Фрегата „Паллада“» исследователи относят также «Путешествие из Петербурга в Москву» Александра Радищева (здесь речь идёт прежде всего о жанровой близости) и «Сентиментальное путешествие по Франции и Италии» Лоренса Стерна, у которого этнографические и географические зарисовки соседствуют с лирическими отступлениями и авторскими рассуждениями о жизни. Кроме того, в книге Гончарова чувствуется влияние путевой прозы таких писателей, как Александр Дюма («„Быстрый“, или Танжер, Алжир и Тунис», «Путевые впечатления (Швейцария)»), Теофиль Готье («Путешествие в Испанию», «Зигзаги»), Жерар де Нерваль («Сцены восточной жизни», «Путешествие на Восток»). В 1858 году Гончаров встречался с Александром Дюма, совершавшим поездку по России; о своих недолгих беседах с французским литератором Иван Александрович отзывался так:

Дюма я видел два раза минут на пять, и он сказал мне, что полагает напечатать до 200 волюмов путешествий и, между прочим, определяет 15 вол(юмов) на Россию, 17 на Грецию, 20 на Малую Азию и т. д. Ей-богу, так!

### Перекличка с «Письмами русского путешественника» Карамзина

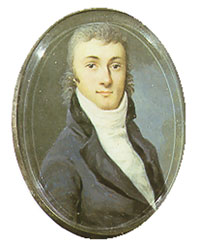
Карамзин в пору своего гран-тура

Гончаров с большим пиететом относился к творчеству Карамзина и даже называл его своим непосредственным учителем «в развитии гуманитета». О том, что структура и стилистика «Фрегата „Паллада“» перекликаются с карамзинскими «Письмами русского путешественника», изданными в 1797 году, впервые заявил литературовед Виктор Шкловский. Прямые отсылки к «Письмам…» начинаются уже в первом очерке книги Гончарова, когда писатель, рассказывая о сборах и отъезде из дома, переключается на размышления о дружбе, которая «едва ли удержит кого-нибудь от путешествия». Подобным образом, только несколько эмоциональнее, начинает своё повествование и Карамзин: «С вещами бездушными прощался я, как с друзьями; и в самое то время, как был размягчён, растроган, пришли люди мои, начали плакать и просить меня, чтобы я не забыл их». Автор «Писем…» настоятельно советует друзьям время от времени менять обстановку («Путешествуй, ипохондрик, чтобы исцелиться от своей ипохондрии! Путешествуй, мизантроп, чтобы полюбить человечество!»); автор «Фрегата…» пытается донести до читателей практически те же мысли. Книга Карамзина насыщена риторическими вопросами и сентиментальными признаниями: «Милые друзья! Всегда, всегда о вас думаю, когда могу думать»; Гончаров также включает в текст обращения к тем, кому адресованы его послания: «Где я, о, где я, друзья мои? Куда забросила меня судьба от наших берёз и елей?»
Определённое сходство обнаруживается и в образах путешественников: рассказчик, присутствующий в «Письмах…», — это, по словам Елены Краснощёковой, «отнюдь не „фотография“ писателя Карамзина», несмотря на то, что основу книги составили его личные послания; точно так же герой Гончарова с его «двойным возрастом», хоть и близок психологически Ивану Александровичу, «не исчерпывает глубин его личности». Автор «Фрегата…» наследует у своего учителя и взгляд на некоторые страны. Так, на Лондон Иван Александрович нередко смотрит «глазами» Карамзина, который восхищается английской столицей, потому что в ней соединены «простота с удивительной чистотой» и «единообразие общего достатка». При этом ни тот ни другой не идеализируют «английский мир»: если в «Письмах…» упоминается про холодность и прагматизм жителей Британии, то в гончаровских очерках говорится, что стремление лондонцев к расчёту и оценке всего и вся «простирается даже до некоторой скуки».

### Влияние «Путешествия в Арзрум» Пушкина
В 1879 году, спустя почти четверть века после возвращения из морской экспедиции, Гончаров взялся за коренную переработку текста «Фрегата „Паллада“». К этому времени книга уже выдержала несколько изданий, имела читательский успех, и желание автора практически переписать её заново вызвало удивление у многих литераторов. Объясняя мотивы, побудившие Ивана Александровича вернуться к истории кругосветного плавания, юрист Анатолий Кони писал, что Гончарову было свойственно подолгу вынашивать замыслы произведений, поэтому он никогда не спешил со сдачей рукописей в печать. Стремительный выход в свет «Фрегата „Паллада“» не дал автору возможности обдумать композицию и жанр книги, но после того, как были закончены романы «Обломов» и «Обрыв», он получил время для изменения формата путевых очерков. Новая редакция «Фрегата…» несла, по наблюдениям литературоведов, явные отголоски пушкинского «Путешествия в Арзрум».
Цикл очерков «Путешествие в Арзрум», напечатанный в «Современнике» в 1836 году, стал итогом посещения Пушкиным Закавказья (1829); их основу составили дорожные записи, которые Александр Сергеевич делал во время поездки по Военно-Грузинской дороге. Но за много лет до этого, в 1817 году, Пушкин, согласно воспоминаниям его лицейского товарища Фёдора Матюшкина (ставшего впоследствии адмиралом и полярным исследователем), объяснял друзьям, как нужно вести дневник путешествий, «предостерегая от излишнего разбора впечатлений и советуя только не забывать всех подробностей жизни». Ссылка на слова Матюшкина была опубликована в сборнике Павла Анненкова «Материалы для биографии А. С. Пушкина», изданном в Петербурге в 1855 году и приобретённом Гончаровым сразу после возвращения из экспедиции.

В словах 17-летнего Пушкина, приведенных Анненковым, заключена буквально реформа существовавшего в то время жанра путешествий… Есть все основания полагать, что и советы Матюшкина, и «манера» «Путешествия в Арзрум» легли в основу того окончательного текста «Фрегата „Паллада“», который Гончаров выработал в 1879 году.

## Продолжение темы путешествия в романе «Обломов»
По возвращении из экспедиции Гончаров продолжил работу над начатым в 1848 году романом «Обломов». Впечатления от путешествия, судя по черновикам, не оставляли писателя достаточно долго. Так, по его замыслу, предпринимательская деятельность друга детства Ильи Ильича — Андрея Штольца — должна была простираться вплоть до Сибири, где персонажу надлежало стать «одним из „титанов“», преображающих необжитые пространства. Свидетельством того, что у Ивана Александровича во время посещения Якутска, Иркутска и других городов сформировалась определённая система взглядов на развитие России, являются сохранившиеся в рукописях слова Штольца о том, что «стыдно забиваться в угол, когда нас ждут огромные поля, берега морские, призывает торговля, хлебопашество, русская наука».
В процессе работы (в частности, после «появления» в черновиках Ольги Ильинской и переключения авторского внимания на тему, связанную с испытанием любовью) Иван Александрович удалил из текста сюжетную линию, повествующую о «цивилизаторской миссии» Штольца, однако её отголоски остались в итоговой редакции. К примеру, в характеристике Штольца присутствуют фразы, которые дают представление о нереализованной авторской задумке («Но вот глаза очнулись от дремоты, послышались бойкие, широкие шаги, живые голоса. Сколько Штольцев должно явиться под русскими именами!») и соотносятся с описанием живущего в тунгусском селе отставного матроса Сорокина из сибирских глав «Фрегата „Паллада“»: «Это тоже герой в своём роде — маленький титан. А сколько их явится вслед за ним!».

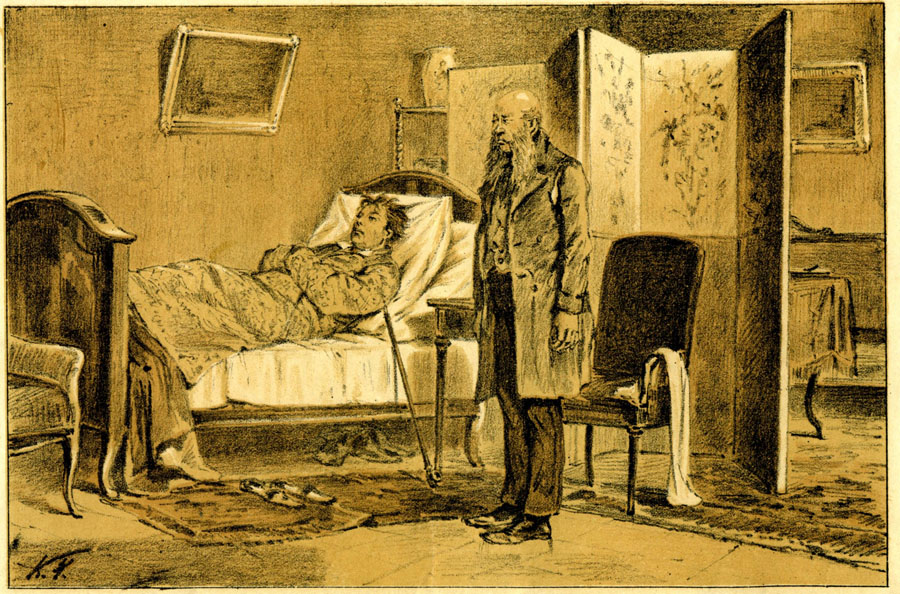
К. Н. Чичагов. Обломов и Захар. 1885

При изучении черновиков исследовали пришли к выводу, что на определённом этапе работы над романом Гончаров предполагал «пробудить» главного героя с помощью «образовательного путешествия». В рукописях найдены обращённые к Обломову слова Штольца о том, что его друг должен посмотреть на жизненное устройство других стран, познакомиться с системой ведения хозяйства во Франции, Англии, Германии, увидеть, как «люди живут без халатов, не прячась в угол… как они сами надевают чулки и сапоги, как там нет ни одного Захара». Идея, связанная с поездкой героя по Европе, опять-таки осталась неосуществлённой (в окончательной версии романа эта тема завершается, когда Обломов оформляет себе заграничный паспорт, покупает дорожное пальто и остаётся дома). Тем не менее опыт, полученный Гончаровым в экспедиции, отразился в произведении:

Когда-то Руссо задавал вопрос, естественно, никак не обращая его к русскому писателю: «…чтобы изучать людей, нужно ли для этого объехать всю землю? Нужно ли для наблюдения над европейцами побывать в Японии?» Пример Гончарова показывает: подобный опыт очень плодотворен… Это понятие [обломовщина] могло появиться столь убедительно и чётко благодаря осмыслению феноменов многих стран.